# 盛岡市立青山小学校
盛岡市立青山小学校（もりおかしりつ あおやましょうがっこう）は岩手県盛岡市青山2丁目にある公立小学校。

## 沿革
- 1948年（昭和23年）
  - 4月 - 厨川小学校からの分離式を挙行。校舎を兵舎に移転し、授業開始。
  - 5月 - 開校式挙行（職員9人・児童366人）。
  - 6月 - 高松宮宣仁親王が引揚同胞援護総裁として本校に来校する。
  - 7月 - 青山小学校PTA発足。
- 1958年（昭和33年）11月 - 創立10周年記念式典挙行。
- 1967年（昭和42年）10月 - 創立20周年記念式典挙行。
- 1969年（昭和44年）4月 - 城北小学校開校（1年生～4年生の一部児童移籍）。
- 1973年（昭和48年）4月 - 大新小学校開校（1年生～6年生の一部児童移籍）。
- 1977年（昭和52年）4月 - 月が丘小学校開校（学区変更該当地域の2年生～4年生の児童移籍）。
- 1979年（昭和54年）2月 - 創立30周年記念式典挙行。
- 1988年（昭和63年）11月 - 創立40周年記念式典挙行（史料室開設）。
- 1991年（平成3年）
  - 4月 - ことばの教室開設。
  - 6月7日 - ことばの教室開級式挙行。
- 1998年（平成10年）
  - 10月 - 創立50周年記念事業として、遊具設置や金管バンド用楽器を購入。
  - 11月 - 創立50周年記念式典挙行。
- 2001年（平成13年）1月 - ことばの教室開設10周年記念式典挙行。

## 学区
- 青山（1丁目～3丁目）
- 西青山（1丁目全域・2丁目1番地～21番地）
- 上堂（1丁目～4丁目）
- 前九年3丁目（16番地～18番地・26番地・27番地）

## アクセス
- JR・IGR盛岡駅から、 岩手県交通「201・202・203・209・212・255」の路線で、「厨川中学校前」下車後、徒歩5分。
- IGR青山駅から、徒歩11分。

## 周辺
- 岩手県営体育館
- 学校法人岩手キリスト教学園認定こども園青山幼稚園 - 進級前幼稚園のひとつ。
- 盛岡市立青山児童公園
- 盛岡市営青山2丁目アパート
- 盛岡医療センター
- 岩手県警察学校
- 盛岡市立厨川中学校
- IGRいわて銀河鉄道いわて銀河鉄道線青山駅
- 岩手県道223号盛岡滝沢線
- 森永乳業盛岡工場
- 盛岡地区広域消防組合盛岡西消防署